# 伊拉姆皮莱
伊拉姆皮莱（Ilampillai），是印度泰米尔纳德邦Salem县的一个城镇。总人口10629（2001年）。

## 人口
该地2001年总人口10629人，其中男性5464人，女性5165人；0—6岁人口1131人，其中男589人，女542人；识字率73.84%，其中男性为81.59%，女性为65.63%。